# Manuel Arancibia
Manuel Segundo Arancibia Trivik (* 25. Mai 1908; † 27. März 1987) war ein chilenischer Fußballspieler. Der Stürmer lief in sechs Länderspielen für Chile auf.

## Karriere

### Verein
Manuel Arancibia wechselte 1937 vom Badminton FC zum CSD Colo-Colo. Mit den Albos gewann der Stürmer die Meisterschaften 1937 und 1939. Danach spielte er bis 1942 für den CD Green Cross.

### Nationalmannschaft
Manuel Arancibia absolvierte zwischen 1937 und 1942 sechs Länderspiele für Chile, in denen er drei Tore erzielte. Sein Debüt gab er beim Campeonato Sudamericano 1937 unter Trainer Pedro Mazullo beim sensationellen 3:0-Erfolg gegen Uruguay. Dabei erzielte er den zwischenzeitlichen 2:0-Treffer. Ein weiteres Tor erzielte Arancibia bei der 2:3-Niederlage gegen Paraguay. Beim 2:2-Unentschieden war Arancibia nicht erfolgreich. Chile wurde insgesamt Turnierfünfter.
Beim Campeonato Sudamericano 1941 kam Arancibia nur beim 5:0-Erfolg gegen Ecuador zum Einsatz, bei dem der Offensivakteur zum zwischenzeitlichen 3:0 traf. Es blieb sein einziger Turniereinsatz. Am Ende gelang der La Roja der dritte Platz von fünf teilnehmenden Teams. Beim Campeonato Sudamericano 1942 spielte Arancibia nur bei beiden 1:6-Niederlagen zum Auftakt gegen Uruguay und Brasilien. Chile wurde mit einem Sieg, einem Unentschieden und vier Niederlagen Sechster. Für Arancibia war das Spiel gegen Brasilien das letzte Länderspiel.

## Erfolge
Colo-Colo
- Chilenischer Meister: 1937, 1939